# Delavska stranka Slovenije
Delavska stranka Slovenije (kratica DSS) je politična stranka iz Slovenije, ki je bila ustanovljena februarja 1991.